# Pétronille de Chemillé
Pétronille de Chemillé est une noble angevine, née de Craon, à la fin du XIe siècle, morte en 1149, et connue surtout pour son engagement religieux : après son second et précoce veuvage, elle accepte la tâche d'être la première abbesse de Fontevraud.

## Jeunesse et mariages
On ne sait pas grand-chose de sa jeunesse.
Sa mère, Tesceline, est apparentée à un des lignages de Rochefort-sur-Loire,. Son père s’appelait Burcard ou Buchard (Bouchard Ier de Craon),. Pétronille avait un frère, Roland de Craon, et une sœur Agnès.
De la bouche même de la première abbesse elle cite  son père Bucard et sa mère Texeline, ainsi que son oncle, qu’elle ne nomme pas, mais dit de lui qu’il est le fondateur de l’Abbaye de la Roë (en Mayenne Angevine en 1650, Basse-Mayenne avant 1124)
Elle serait née vers 1059, ce qui est logique car le décret du pape Grégoire Ier, défendait de nommer des abbesses n'ayant pas atteint l'âge de soixante ans, en fait Robert d'Arbrissel a un peu triché sur l'âge car Pétronille n'avait que 56 ans quand elle fut nommée Abbesse... la légende selon laquelle elle était jeune tient sans doute au fait qu'elle paraissait plus jeune que son âge, ou plus vraisemblablement que c'était une "jeune" veuve (veuve récente).
Beaudry de Bourgueil, (coauteur avec Pétronille de "La Vie du bienheureux Robert d'Arbrissel") qui la connaissait avant qu'elle ne devînt Abbesse, dira d'elle qu'elle avait été deux fois veuve, et qu'elle avait eu deux enfants (un par mariage).
Elle est réputée pour sa beauté et son intelligence.
L’ancien prieur, Jean Lardier, auteur du « martyrologe de Font-Evrault » (1650) commet plusieurs grossières erreurs, qui furent reprises (mot pour mot) par le « Gallia Christiania » et le livre des Obits de Fontaine, sans vérification, entrainant une erreur en cascade, la plupart des écrits et auteurs (historiens et autres) se basant sur les dires de ces ouvrages.
On sait, par ailleurs, que les religieuses de Fontevraud pouvaient porter le nom de leur famille d'origine (nom de jeune fille) quand elles rentraient au couvent,. Chemillé n'est donc peut-être pas le nom du quelconque mari, mais celui d'origine de Pétronille. Or, on la sait être issue d'un lignage chevaleresque vassal des seigneurs de Craon. Il est donc difficile de déterminer de quel "Chemillé" il peut s'agir.
Beaudry de Bourgueil donne une information intéressante dans le livre du Bienheureux Roger d'Arbrissel : Il écrit qu'en 1113, à la suite de la fondation d'Orsan, Robert d’Arbrissel fut amené à résoudre un différend avec les religieux de Déols, il se fit accompagner d'Allard (alias Adélard), de Guillebaud (seigneur de Châteaumeillant, de la Rocheguillebaut...) et de Pétronille, qu'il attendit à Orsan avant d'aller, en leur compagnie, à l'Abbaye de Déols. Ils y retrouvèrent Léodegaire (Léger) et l’Abbé Jean, qui du coup se montra conciliant. En échange de modestes avantages que leur fit promettre Adélard, ils abandonnèrent à Robert tout ce qui faisait l'objet de la revendication : le territoire de la forêt d'Orsan, leurs droits sur la paroisse de Maisonnais, leurs prétentions sur l'Écherolle, Parçay et le Four de Saint-Août, le tout consigné dans deux Chartes.
Adélard de Guillebaud meurt début 1115, et curieusement c'est à cette époque que Pétronille entre à Fontevraud en tant que sœur, et que l'on commence à entendre réellement parler d'elle. Autre curiosité ou coïncidence, la veuve de Guillebaud est deux fois veuve (comme Pétronille), puisqu'elle était déjà veuve d' Archambaud V de Bourbon en fin 1096. Elle a eu deux enfants (comme Pétronille) : Archambaud VI de Bourbon et Béatrix (alias Fénion, issue du Mariage avec Adélard et qui épousera Raoul VI le Vieil de Déols). À noter aussi que Baudry de Bourgueil était présent au concile de Clermont en 1095, tout comme Archambaud V, qui y fut "jugé" (en première partie du concile, point no 7 du concile, avant l'appel à la Croisade d'Urbain II) et que donc vraisemblablement la femme du comte de Bourbon (Accusé) y était aussi... De plus Robert d'Arbrissel, qui avait déjà placé la première femme de son ami Adélard à la tête de l'abbaye d'Orsan, aurait-il fait moins pour sa veuve ? Pétronille fut la seule qu'il fit entrer personnellement à Fontevraud cette année-là.
L'hypothèse selon laquelle Pétronille était bien la femme d'Allard de Guillebaut est renforcée par la fondation du prieuré fontevriste de Notre-Dame de Jarzay, à Moulins-sur-Céphons (près de Châteauroux). En effet cette donation a été faite par Pétronille elle-même en 1106, et confirmée la même année par le Pape Pascal II, donation faite en tant que femme d'Allard de Guillebaut à l'Abbaye de Fontevraud et où elle apparait en "toutes lettres", avec les titres ci-dessous cités.
Robert d’Arbrissel, se sentant mourir le 26 février 1116, fit venir auprès de lui tous ses frères et toutes ses sœurs du prieuré, et, pendant de longues heures, en présence de Léodegaire, de Pétronille de Chemillé, d'Agnès de Châteaumeillant (Agnès des Aix, la première femme d’Allard de Guillebaut, ici nommée de Châteaumeillant, principale possession d’Allard), il les tint sous le charme de ses exhortations pieuses et édifiantes.

## Vocation religieuse

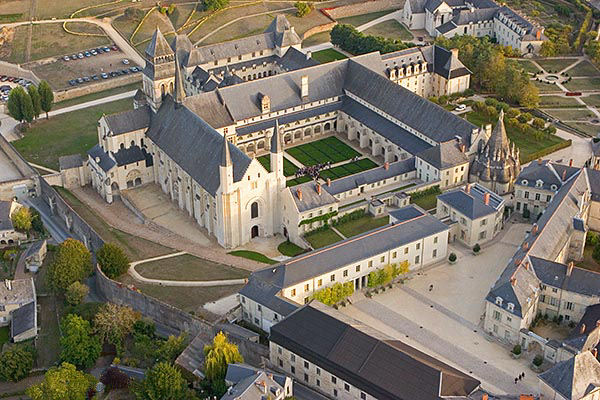
L'abbaye de Fontevraud.

L'abbaye de Fontevraud, maison mère de l' Ordre de Fontevraud, venait alors d'être fondée par Robert d'Arbrissel, en 1101 ; sa principale caractéristique, tranchant avec la règle de saint Benoît, était sa nature de monastère double, c'est-à-dire accueillant des hommes et des femmes, priant ensemble et sous la direction d'une seule personne, mais vivant et travaillant dans deux cloîtres séparés. Robert, se sentant une âme d'évangélisateur, voulait repartir en mission itinérante et ne tarda pas à demander à une femme de lui succéder. Ce fut d'abord Hersende de Champagne qui fut prieure, mais elle n'accepta pas le titre d'abbesse. Hersende meurt en 1114. Augarde de Roannais lui succède comme Prieure.
En mai/juin 1115, Pétronille de Chemillé, devient religieuse à Fontevraud, à la suite de son veuvage, et fait les mêmes vœux que les religieuses et religieux qui l’entourent – pauvreté, chasteté, silence, obéissance, clôture – et participe à la vie de la communauté.
Pétronille, attirée par la vie religieuse, fut alors élue le 28 octobre 1115.
En 1120, elle fait muter (exiler) Agnès des Aix (Agnès de Châteaumeillant) avec qui elle avait des différends, en Espagne (au monastère fontevriste de Vega de Leon… !)
Entre 1131 à 1143, Payen de Clairvaux assiste (en tant que témoin) à une donation faite d'une rente de 28 sous accordée par l'abbesse Pétronille de Chemillé, sur ses fonds propres, à Odon ( ?), dit fils de Mancelle, et à ses héritiers. Ce don est consenti en présence de Geoffroy, comte d'Anjou, et de Foulques, son père, roi de Jérusalem.
En 1142, elle fonde l'abbaye de Boulaur, dans le Gers.